# Михайлівська селищна територіальна громада
Михайлівська селищна громада — територіальна громада в Україні, у Василівському районі Запорізької області. Адміністративний центр — смт Михайлівка.
Площа громади — 612,54 км², населення — 19 696 мешканців (2020).

## Історія
Громада утворена 14 грудня 2017 року шляхом об'єднання Михайлівської селищної ради та Бурчацької, Тимошівської сільських рад Михайлівського району.
12 червня 2020 року, відповідно до розпорядження Кабінету Міністрів України № 713-р «Про визначення адміністративних центрів та затвердження територій територіальних громад Запорізької області», Пришибська селищна рада увійшла до складу Михайлівської селищної громади.
19 липня 2020 року, в результаті адміністративно-територіальної реформи і ліквідації Михайлівського району, громада увійшла до складу Василівського району.

## Населені пункти
До складу громади входять смт Михайлівка, Пришиб та 10 сіл:
- Бурчак,
- Вовківка,
- Нововолодимирівка,
- Першотравневе ,
- Петрівка,
- Розівка,
- Слов'янка,
- Смиренівка,
- Тарсалак,
- Тимошівка.